# Нерич
Нерич, Нерч — річка в Україні, у Хорошківському та Коростенському районах Житомирської області, права притока Ужу (басейну Прип'яті). Колишня назва — Нерич. 

## Опис
Довжина 10 км, похил річки — 1,6 м/км.
По всій своїй довжині має 1 велику водойму, яка знаходиться біля села Новини.

## Розташування
Річка бере свій початок в північно-східній околиці села Краївщина. Спочатку тече на північ, а потім в північно-західному напрямку. Тече через село Ришавка, потім понад селами Новини та Сушки. На південній околиці села Ушиця впадає в річку Уж.

## Риби
Найбільш поширеними видами риб у річці є щука звичайна, окунь, карась звичайний, пічкур та плітка звичайна.